# تيندين
تيندين هي جماعة قروية في إقليم تارودانت بجهة سوس ماسة جنوب المغرب. وهي تضم 2932 نسمة، حسب الإحصاء العام للسكان والسكنى لسنة 2014.
يبعد مركز الجماعة عن تارودانت بـ 65 كلم.

## دواوير الجماعة
- سوق ثلاث تيندين (مركز الجماعة)
- دوار تفرزلت
- دوار أيت سعيد أوحمو
- دوار تلات نايت حمو
- دوار أيت بوصالح
- دوار تكين
- دوار أضلالاس
- دوار تشاكشت
- دوار تنسيان

- قرية آلوس
- دوار تليضلا

- دوار أكرض نتيزي
- دوار تويتي
- دوار أكرض نوضاض
- دوار تنيشت
- دوار فوكنار
- دوار أسلوان
- دوار تمزيت
- دوار أيت بوتيلي
- دوار إغير
- دوار مكسوت
- دوار تليوا نوفلا
- دوار فوانو
- دوار تنكمارت
- دوار تلكريغ
- دوار أكني
- دوار ونياليون
- دوار أكرنوال
- دوار تفجكونت
- دوار أورير
- دوار كماز
- دوار تزمزال
- دوار تليوا نيزدار
- دوار تفغلت
- دوار أيت إفران

حسب الإحصاء العام للسكان والسكنى لسنة 2014 الذي أنجزته المندوبية السامية للتخطيط: يُعتبر دوار كماز أكبر دوار في جماعة تيندين من حيث عدد السكان (173 نسمة).

## التعليم
قائمة المؤسسات التعليمية في تيندين:
- مجموعة مدارس الترمدي (المركزية: ادار امرايت / الوحدات: تكين امرايت - ايت سعيد - اكنان - تلات نفولوسن - اضلالاس)
- مجموعة مدارس تميغاط  (المركزية: أيت إفران / الوحدات: مكسوت - اكني - كماز - تزمزال - تفغلت)

## النقل والطرق
إنطلاقاً من تارودانت، وللوصول لمركز جماعة تيندين يجب المرور بكل من جماعات تازمورت، بونرار، وتتاوت. يستغرق الوصول لمركز الجماعة حوالي ساعة ونصف.